# 古本新之輔のパラシュート遊激隊
古本新之輔のパラシュート遊激隊（ふるもとしんのすけ-ゆうげきたい）は、文化放送で1995年10月から1997年3月まで毎週土曜22:30 - 23:00まで放送されていたアニラジ番組である。バンダイグループの一社提供で、「バンダイ・プレイング・ナイト」という冠スポンサー名が記されていた。

## パーソナリティー
メインパーソナリティ
- 古本新之輔

アシスタント
- 白鳥由里（1995年10月 - 11月・1997年1月 - 3月）
- 桜井智（1995年12月 - 1996年1月）
- 國府田マリ子（1996年2月 - 3月）
- 宍戸留美（1996年4月 - 5月）
- 池澤春菜（1996年6月 - 7月）
- 井上喜久子（1996年8月 - 9月）
- 南央美（1996年10月 - 12月・本クールから3ヶ月担当に変更）

その他の出演者
- 野村邦丸（文化放送アナウンサー。当初はエキストラでラジオドラマのみ出演）

## 概要
声優業で主役を務め、声優の地位を固めていた古本新之輔パーソナリティーのアニラジ番組。
前半は通常の番組同様、普通のお便りとネタハガキを読み、後半はラジオドラマの二部構成。ラジオドラマは他の番組のラジオドラマと比べて、かなり笑いの強い内容で、1996年9月まではオリジナルの「すちゃらすかぷー」、1996年10月以降はゲームのオリジナル（プレイステーション「クイーンズロード」／エンジェル）からかなりずれたパロディ「ごっつあんロード」が放送されていた。
ハガキを読まれたリスナーには番組オリジナルのピンバッジがプレゼントされた。
当初、番組タイトルは「古本新之輔のすちゃらすかぷー」だったが、古本が強硬に反対「パラシュート～」になった。「すちゃらすかぷー」はラジオドラマで使われた。番組タイトルにちなんで古本がスカイダイビングにチャレンジする企画が番組内で実施されたが、強風などのため数度にわたり延期された末、機材トラブルのためスカイダイビング中の音声を収録することができなかった。このためスカイダイビングの様子はイベントで上映された映像のみでの公開となった。以後チャレンジ企画としては「御蔵島でイルカと一緒に泳ぐ企画」「スノーボードに初挑戦する企画」が行なわれた。

## ラジオドラマ
番組内では上記の「すちゃらすかぷー」「ごっつぁんロード」以外に、スポンサーとタイアップした下記のラジオドラマが放送された。
- 「LIPs the Agent」（1996年4月 - 9月）
- 「クイーンズロード〜外伝〜オラシオンは燃えているか!」（1996年10月 - 1997年3月）